# Schwalmere
Schwalmere är en bergstopp i Schweiz.   Den ligger i distriktet Frutigen-Niedersimmental och kantonen Bern, i den centrala delen av landet, 50 km sydost om huvudstaden Bern. Toppen på Schwalmere är 2 777 meter över havet, eller 340 meter över den omgivande terrängen. Bredden vid basen är 3,6 km.
Terrängen runt Schwalmere är huvudsakligen mycket bergig. Närmaste större samhälle är Spiez, 14,0 km nordväst om Schwalmere. 
Trakten runt Schwalmere består i huvudsak av gräsmarker. Runt Schwalmere är det glesbefolkat, med 20 invånare per kvadratkilometer.